# Rohan (Adelsgeschlecht)

Wappen derer von Rohan

Rohan ist ein französisches Adelsgeschlecht mit erheblichem Einfluss auf die Geschichte des Landes. Es war – neben dem Haus Clisson und dem Haus Laval – die mächtigste Familie der Bretagne.

## Allgemeines
Die Rohan führen ihre Familie auf die bretonischen Könige zurück. Sicher ist jedoch nur, dass sie von Vizegrafen von Porhoët abstammen. Im Mittelalter verbündeten sich die Vicomtes de Rohan mehrfach mit den Herzögen der Bretagne, zuletzt 1407.
Im 18. Jahrhundert folgten vier Kardinäle aus der Familie Rohan als Fürstbischöfe von Straßburg aufeinander.

## Die Ursprünge

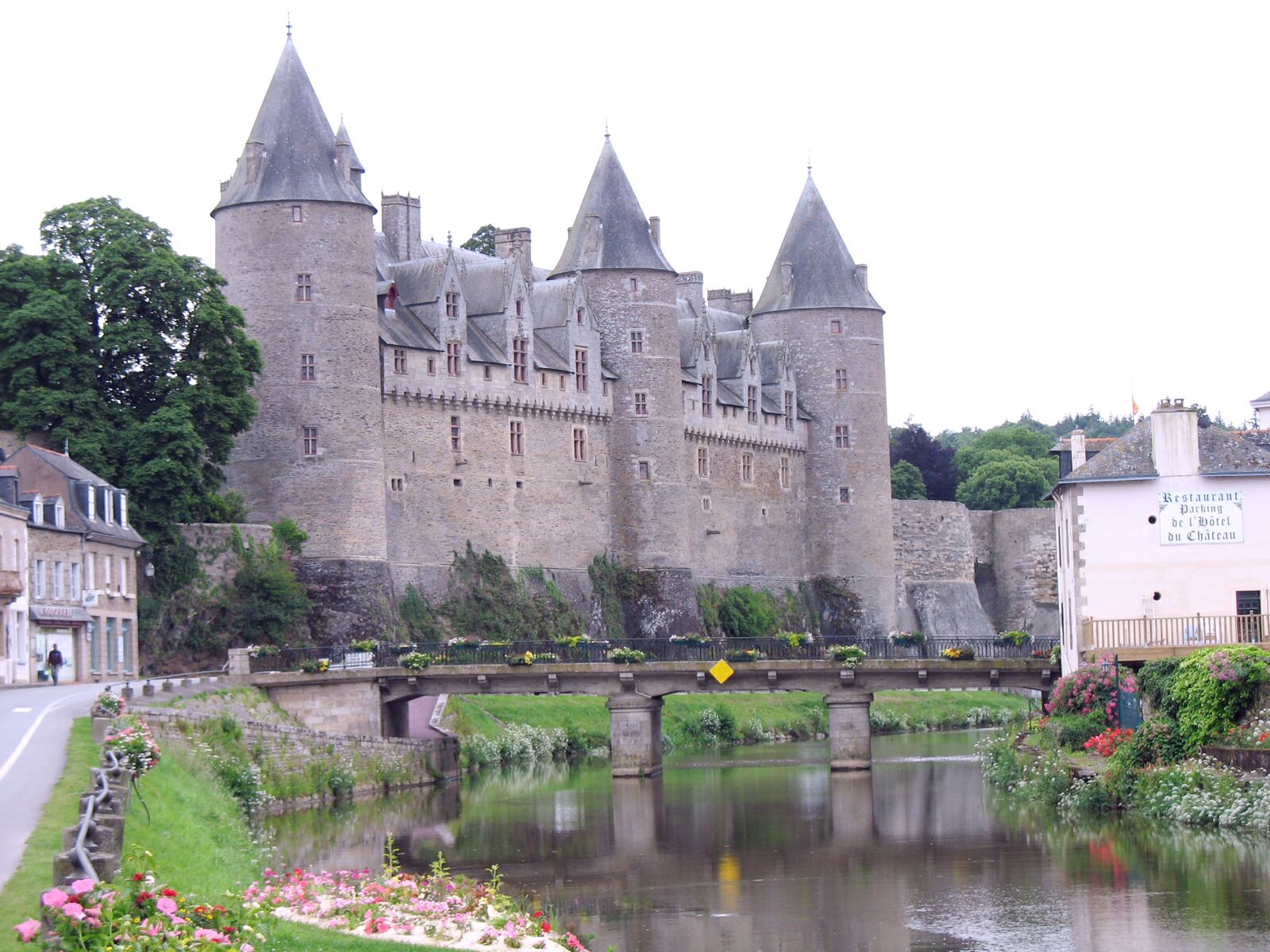
Schloss Josselin

Die Rohan stammen von den Vizegrafen von Porhoët ab, deren erster, 1008/21 erwähnter Angehöriger Guethenoc, Vicomte de Châteautro-en-Porhoët, war. Dem Familiengenealogen Pierre-Hyacinthe Morice de Beaubois (Dom Morice) zufolge soll dieser vom mythischen bretonischen König Conan Meriadoc abgestammt haben. 
Der älteste bekannte Familienangehörige ist Guethenoc, der um das Jahr 1000 das Schloss Josselin errichten ließ, der bereits zur Familie Rohan gezählt wird, obwohl erst sein Urenkel den Namen führte. Guethenoc ist der Vater von Josselin, der an der normannischen Eroberung Englands und der Schlacht von Hastings teilnahm. Er erhielt dafür Ländereien in Bedfordshire, Buckinghamshire und Gloucestershire, darunter die Stadt Caerwent. Er starb 1074.
Josselins Sohn Eudon I. von Porhoët († nach 1092) heiratete Emma de Léon, Tochter des Vizegrafen von Léon; deren Söhne waren die Vizegrafen Geoffroy, Josselin und Alain I. de Rohan, Vicomte de Castelnoec († 1128). Geoffroys Sohn Eudon II. von Porhoët war von 1148 bis 1156 Herzog von Bretagne als Regent für seine Ehefrau Bertha. Geoffroys zweiter Sohn war Alain I. de la Ceoche, der ab 1172 in England nachgewiesen ist und dort 1190 starb. Seine Nachkommen sind die La Zouche, die 1799 ausstarben.
Alain I., der jüngste, ist der Erbauer der Burg Rohan, nach der er sich nun nannte, und der Stammvater der Familie Rohan. Sein Sohn Alain II. de Rohan († nach 1168) führte als erster den Titel Vicomte de Rohan.

## Die Rohan im Mittelalter und der Renaissance
Zehn Generationen lang führte die Familie Rohan diesen Titel, bevor Alain IX. de Rohan († 1462) die Grafschaft Porhoët als Enkel von Olivier V. de Clisson zurückerhielt. Mit seinem Enkel Jacques I. de Rohan erlosch die Linie dann aber 1527.
Parallel dazu begann jedoch der Aufstieg der Nachkommen eines Vetters Alains IX., des Herrn von Guéméné, Louis I. de Rohan († 1457), der aus der zweiten Ehe ihres Großvaters Jean I. de Rohan hervorging. Mit den Söhnen von Louis I. teilte sich dieser Zweig in zwei Linien, die ältere Linie Rohan-Gié (Pierre I. de Rohan wurde 1485 Prince de Rohan, sein Nachfahre Henri II. 1603 Duc de Rohan) und die jüngere Linie Rohan-Guéméné (1570 Prince de Guéméné, 1594 Duc de Montbazon).

## Die Teilung der Familie

### Rohan-Chabot

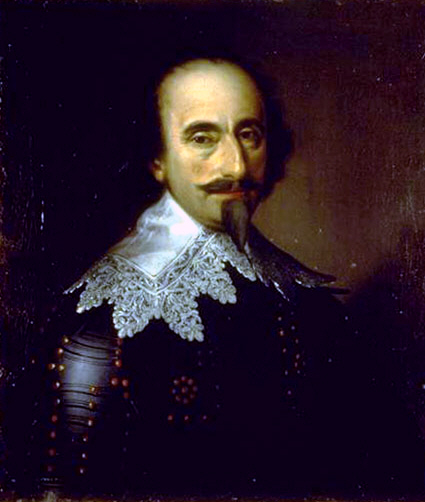
Henri II. de Rohan (1579–1638)

Wappen der Rohan-Chabot

1604 erhob König Heinrich IV. seinen Vetter, Prince Henri II. de Rohan, einen bekannten Feldherrn, zum Herzog von Rohan und damit die Vizegrafschaft Rohan zum Herzogtum. Der neue Herzog verlegte seinen Sitz jedoch von Josselin auf das Château de Pontivy, das sein Großvater Jean II. de Rohan gebaut hatte. Er heiratete 1605 die Tochter des mächtigen Ministers Sully und wurde nach der Ermordung König Heinrichs IV. 1610 zum militärischen Anführer der Hugenotten in Frankreich, später französischer Feldherr im Dreißigjährigen Krieg. 
Nach seinem Tod 1638 fiel sein großes Erbe an seine einzige überlebende Tochter Marguerite de Rohan (1616/17–1684). Trotz zahlreicher Ehebewerber teils königlichen Geblüts ging sie 1645 eine Liebesehe mit dem mittellosen katholischen Kleinadeligen Henri Chabot (1615–1655) aus dem Poitou ein. Sie erreichte gegen den Widerstand der jüngeren Rohan-Linie, dass ihr Mann zum 2. Herzog von Rohan erhoben und ihr illustrer Familienname an ihre Kinder weitergegeben wurde, wodurch die Familie Rohan-Chabot (des Mannesstammes Chabot) entstand. Diese Familie ist bis heute auf dem Schloss Josselin in der Bretagne ansässig, ein Zweig neuerdings durch Heirat auf dem Château de Bonnefontaine in Antrain. Auch das Schloss La Motte-Tilly gehörte im 20. Jahrhundert der Familie Rohan-Chabot.

### Rohan-Guéméné-Montbazon-Soubise
Die jüngere Linie der Rohan wurde 1570 zu Princes de Guéméné erhoben, gleichzeitig die Herrschaft Guéméné, die sich bereits seit Alain II. im 12. Jahrhundert im Besitz der Familie Rohan befand, zum Fürstentum. 1594 wurden der Fürst auch zum Herzog von Montbazon und Pair von Frankreich erhoben, seit 1667 außerdem zum Prince de Soubise. Die jüngere Linie stellte vier Fürstbischöfe von Straßburg. Nach einem Konkurs 1783, kurz vor der Französischen Revolution, emigrierte sie jedoch nach Böhmen und Österreich, wo sie bis heute blüht.

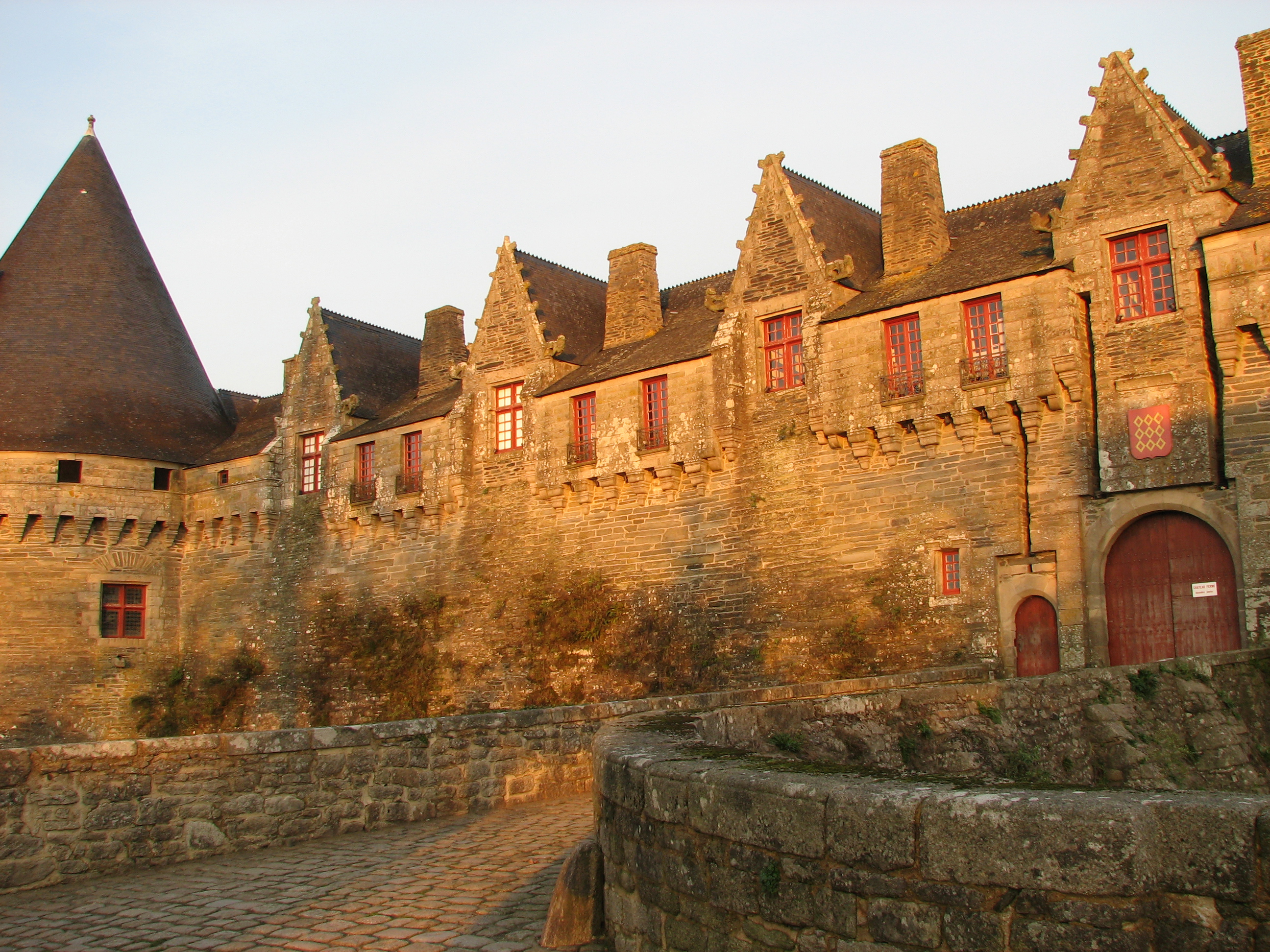
Château de Pontivy, ab 1604 Hauptsitz der Herzöge von Rohan
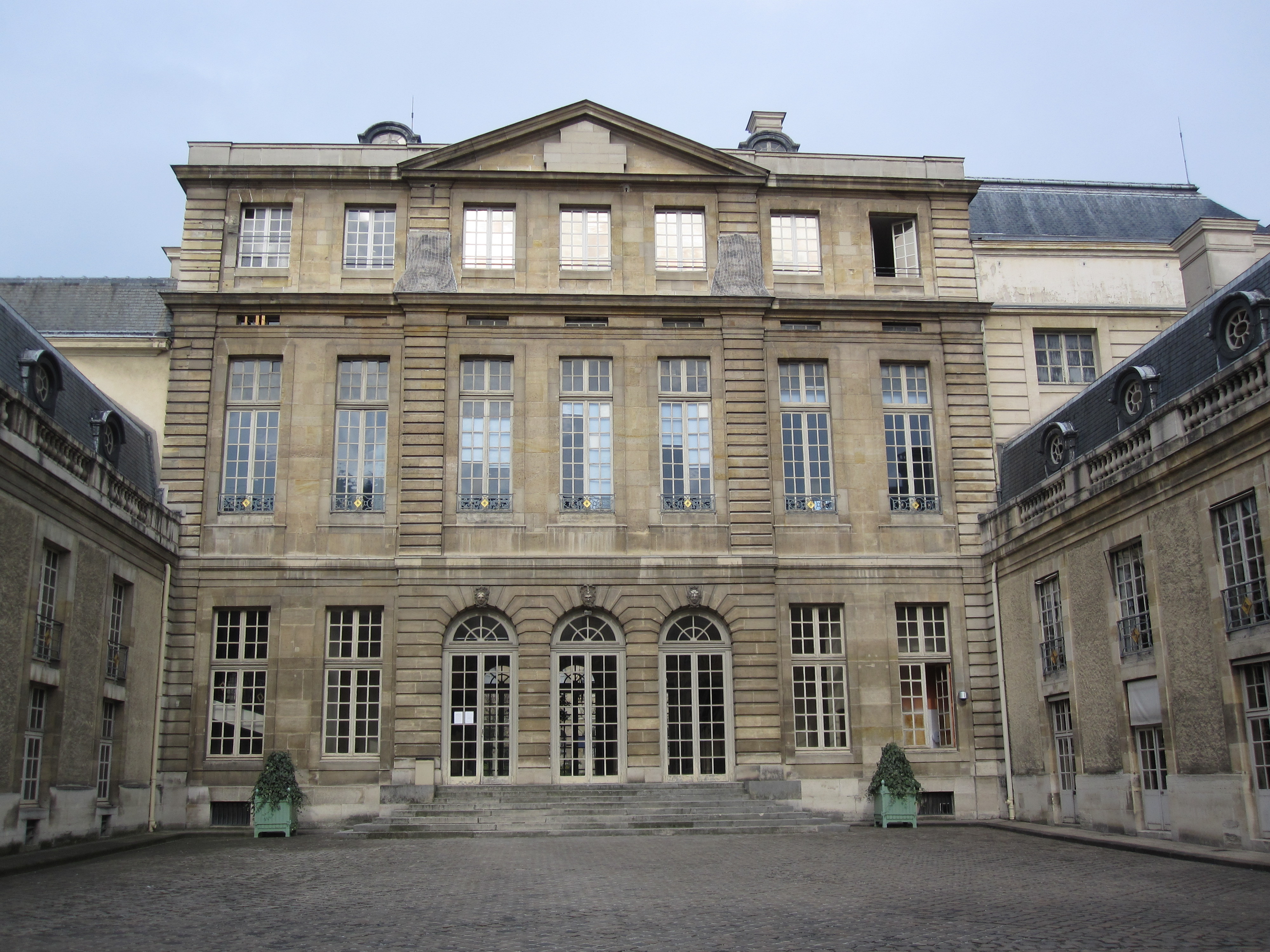
Hôtel de Rohan (Paris)
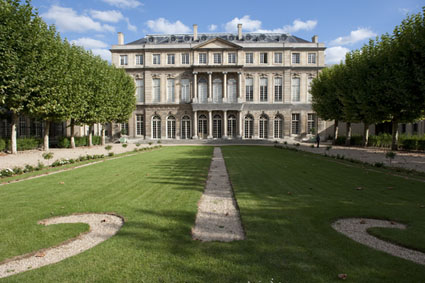
Hôtel de Rohan, Gartenseite

## Die „Princes étrangers“
Die Rohan nutzten ab dem 17. Jahrhundert ihre angeblich königlich-bretonische Herkunft, um nicht nur in einen fürstlichen Rang aufzusteigen, sondern als Princes étrangers einen Rang zu erhalten, der den der Herzöge und Pairs noch übertraf. Ihr Ziel war es zum einen, die Souveränität der alten bretonischen Könige zu belegen, zum anderen ihre direkte Abstammung von ihnen – daher auch die Verwendung des Vornamens Mériadec in der Familie.
Beide Aussagen sind nicht offensichtlich und sogar umstritten. Die Rohan versuchten, ihre Sicht der Dinge durch Genealogen wie den Mauriner Pierre-Hyacinthe Morice de Beaubois, genannt Dom Morice zu untermauern, aber auch schlicht durch ihre Macht und ihren Reichtum durchzusetzen, also die Geschichte in ihrem Sinne zu verzerren – eine im Übrigen übliche Verfahrensweise in den Familien des Ancien Régime. Die Rohan sicherten ihren Anspruch und ihre Position durch
- Ehebündnisse mit den anderen „ausländischen Fürstenfamilien“ (aus Lothringen (Haus Châtenois), dem Herzogtum Bouillon (La Tour d’Auvergne), den Condé),
- Erhebung ihres Grundbesitzes zu Fürstentümern (Guéméné, Soubise, Pays de Léon), sowie die Berufung zu Bischöfen von Straßburg und damit Reichsfürsten, und
- ihre Nähe zu den Königen Ludwig XIV. (Madame de Soubise), Ludwig XV. (Maréchal de Soubise) und Ludwig XVI. (Madame de Marsan, die Schwester des Marschalls und Erzieherin der Schwestern des Königs, und Madame de Guéméné, die Erzieherin der Kinder Ludwigs XVI.).

## Die Fürstbischöfe von Straßburg
Im 18. Jahrhundert folgten vier Kardinale aus der Familie Rohan als Fürstbischöfe von Straßburg aufeinander:
- Armand I. Gaston Maximilien de Rohan-Soubise (1674–1749), 1704 Bischof von Straßburg, 1713 Großalmosenier von Frankreich
- Armand II. François Auguste de Rohan-Soubise (1717–1756)
- Louis César Constantin de Rohan-Guéméné (1697–1779) und
- Louis René Édouard de Rohan-Guéméné (1734–1803), 1777 Großalmosenier von Frankreich

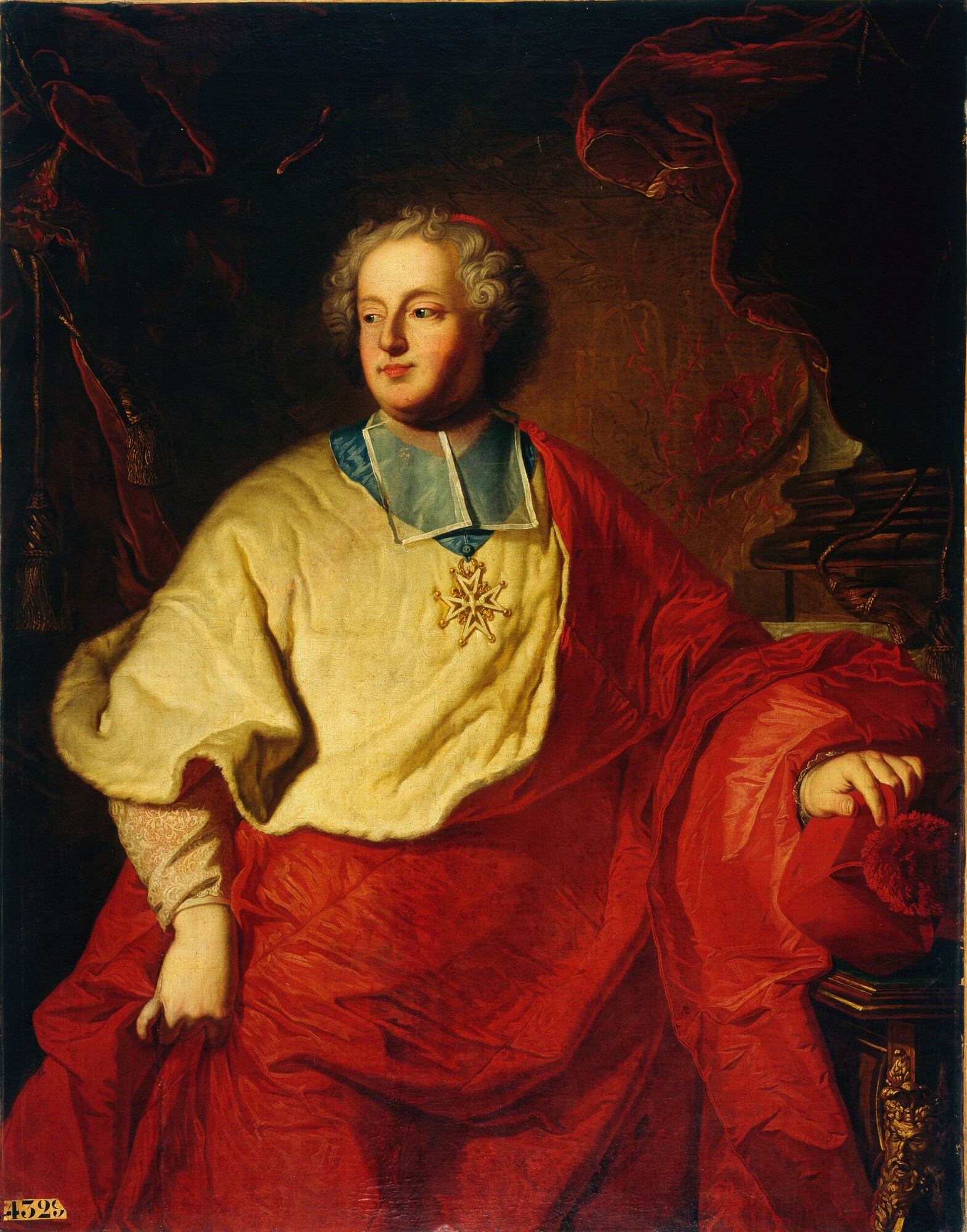
Armand I. Gaston Maximilien de Rohan-Soubise (1674–1749)
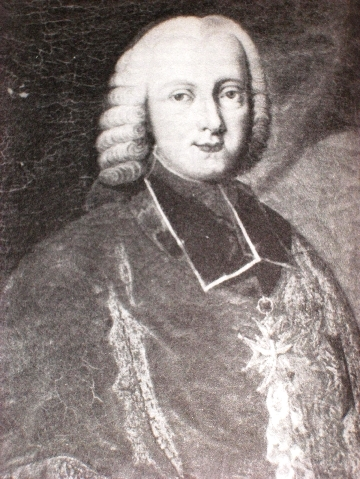
Armand II. François Auguste de Rohan-Soubise (1717–1756)
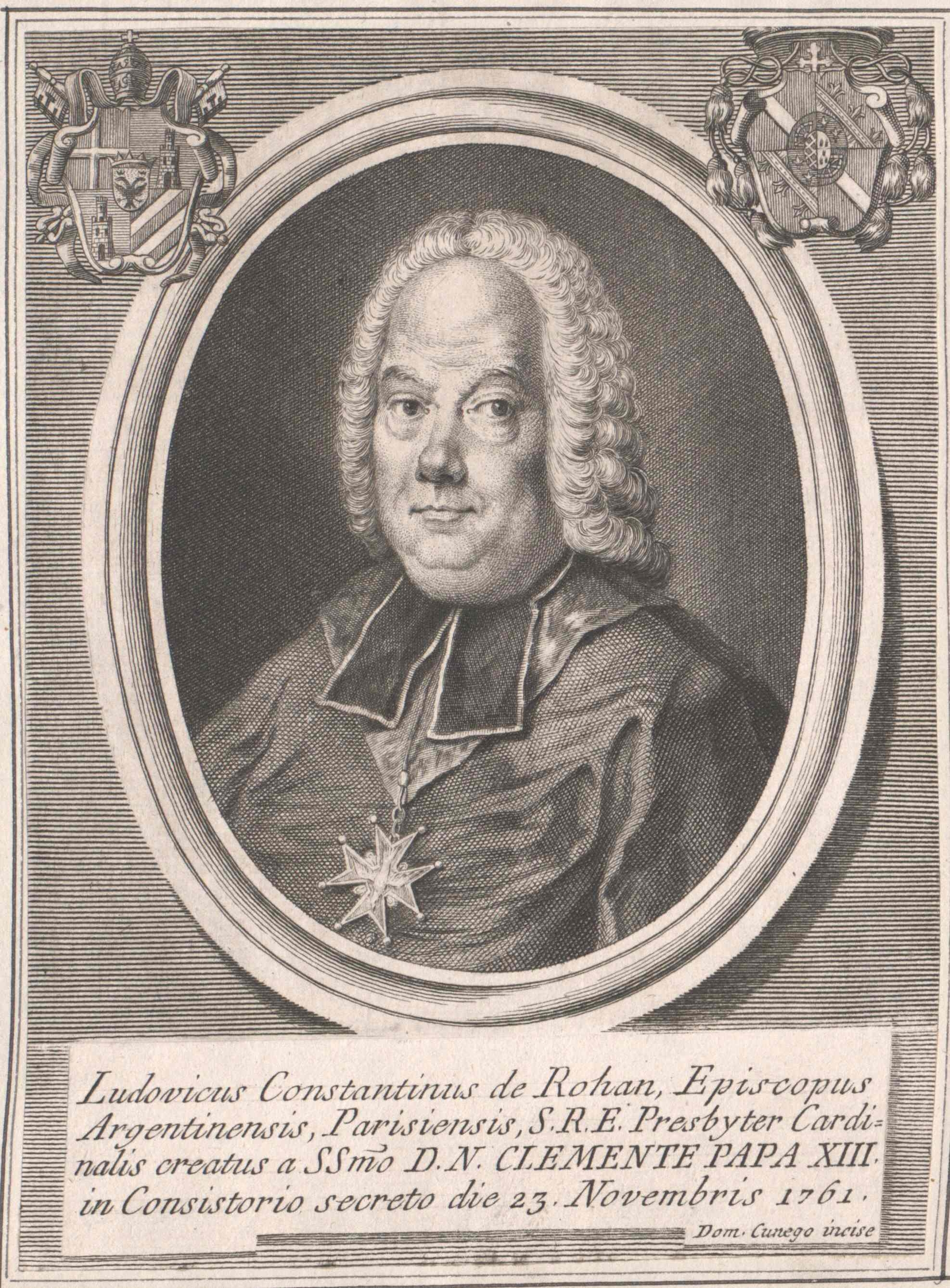
Louis César Constantin de Rohan-Guéméné (1697–1779)
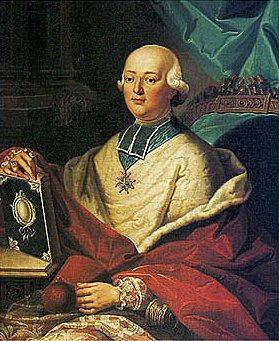
Louis René Édouard de Rohan-Guéméné (1734–1803)

Weitere wichtige Kirchenfürsten der Zeit aus der Familie waren:
- Armand Jules de Rohan-Guémené (1695–1762), Erzbischof von Reims, der Ludwig XV. krönte,
- Ferdinand Maximilien Mériadec de Rohan-Guéméné (1738–1813), 1769–1781 Erzbischof von Bordeaux, der Erste Kaplan der Kaiserinnen Joséphine und Marie Louise

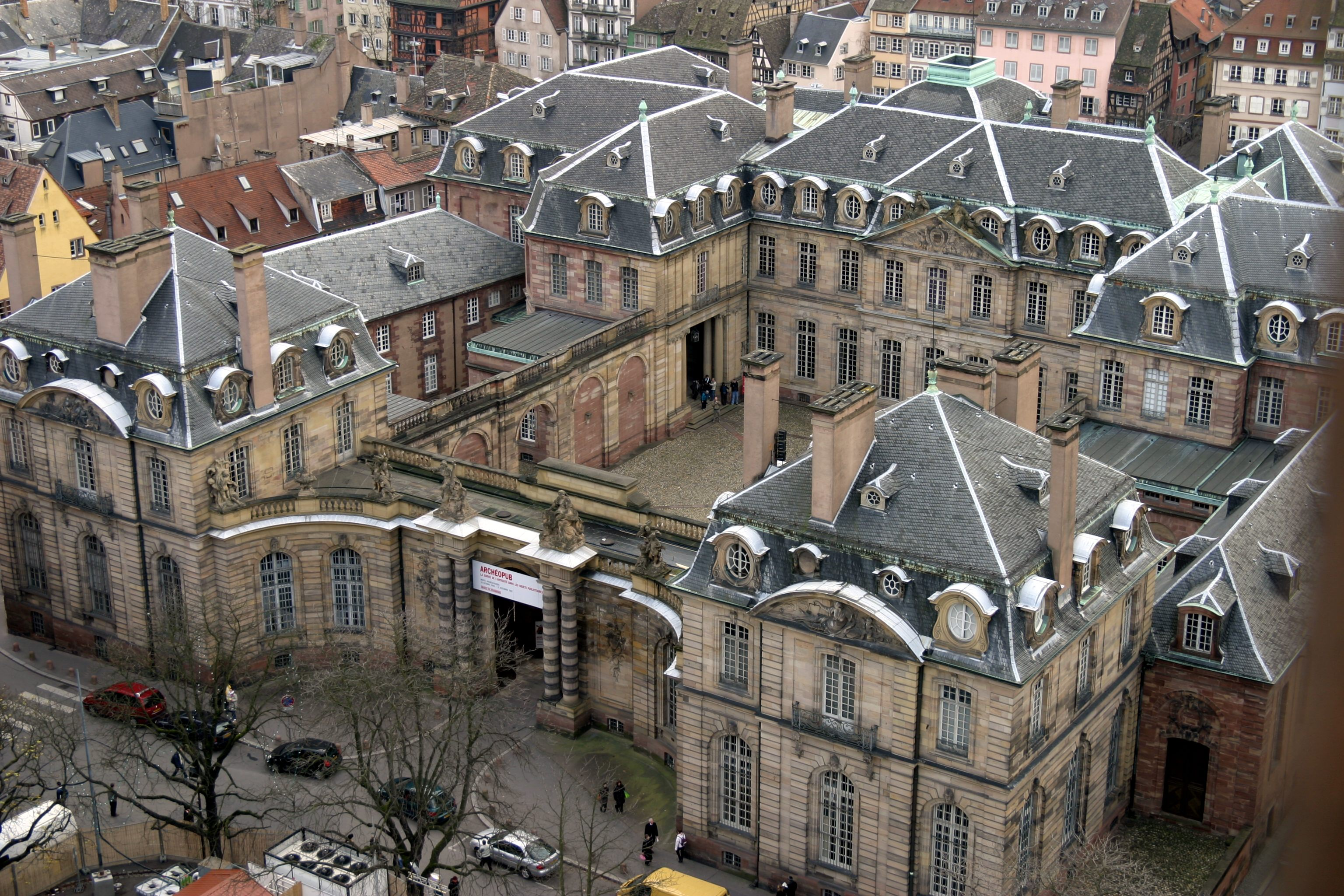
Fürstbischöfliches Palais Rohan (Straßburg)
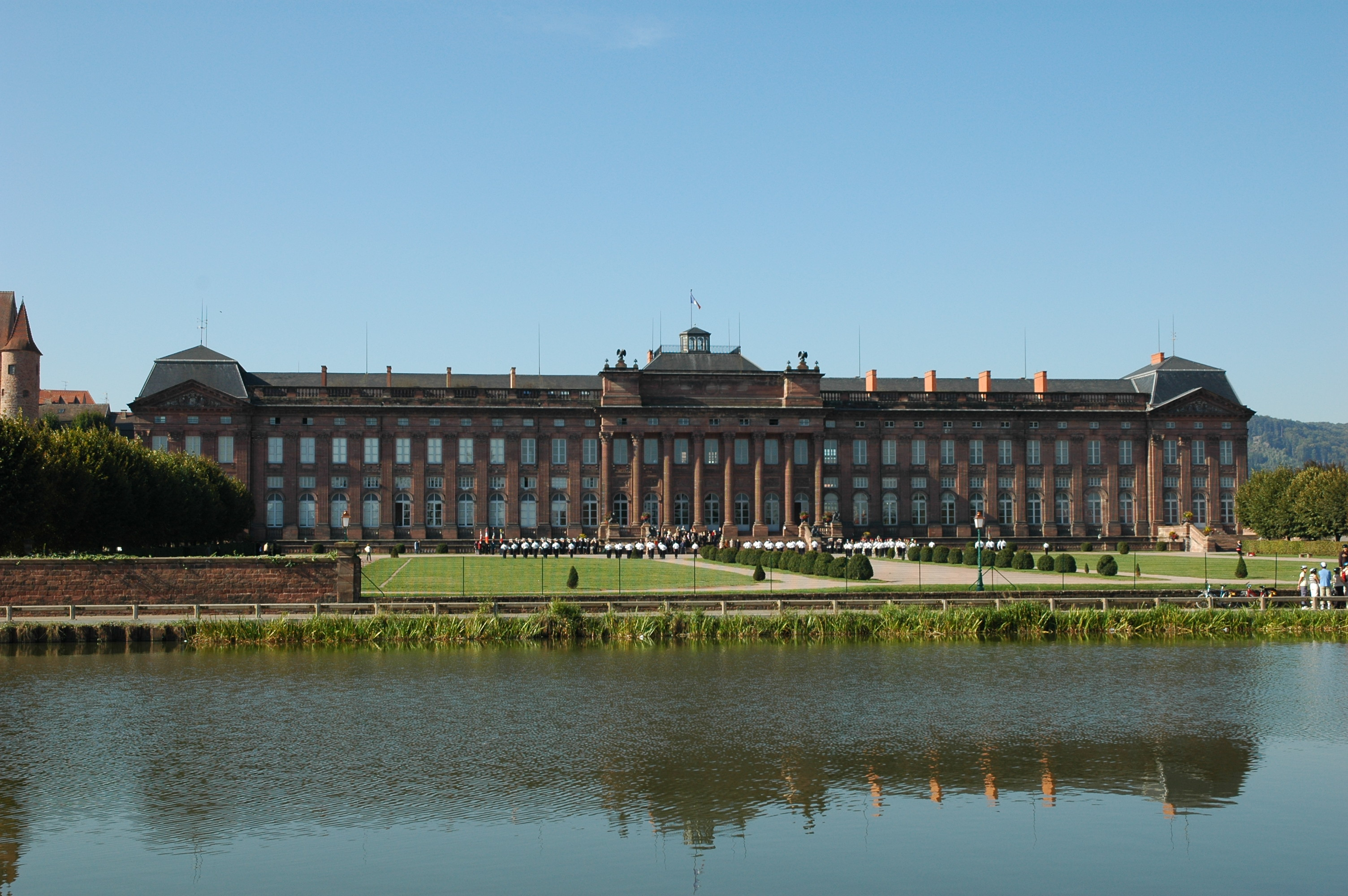
Fürstbischöfliches Rohan-Schloss (Saverne im Elsass)
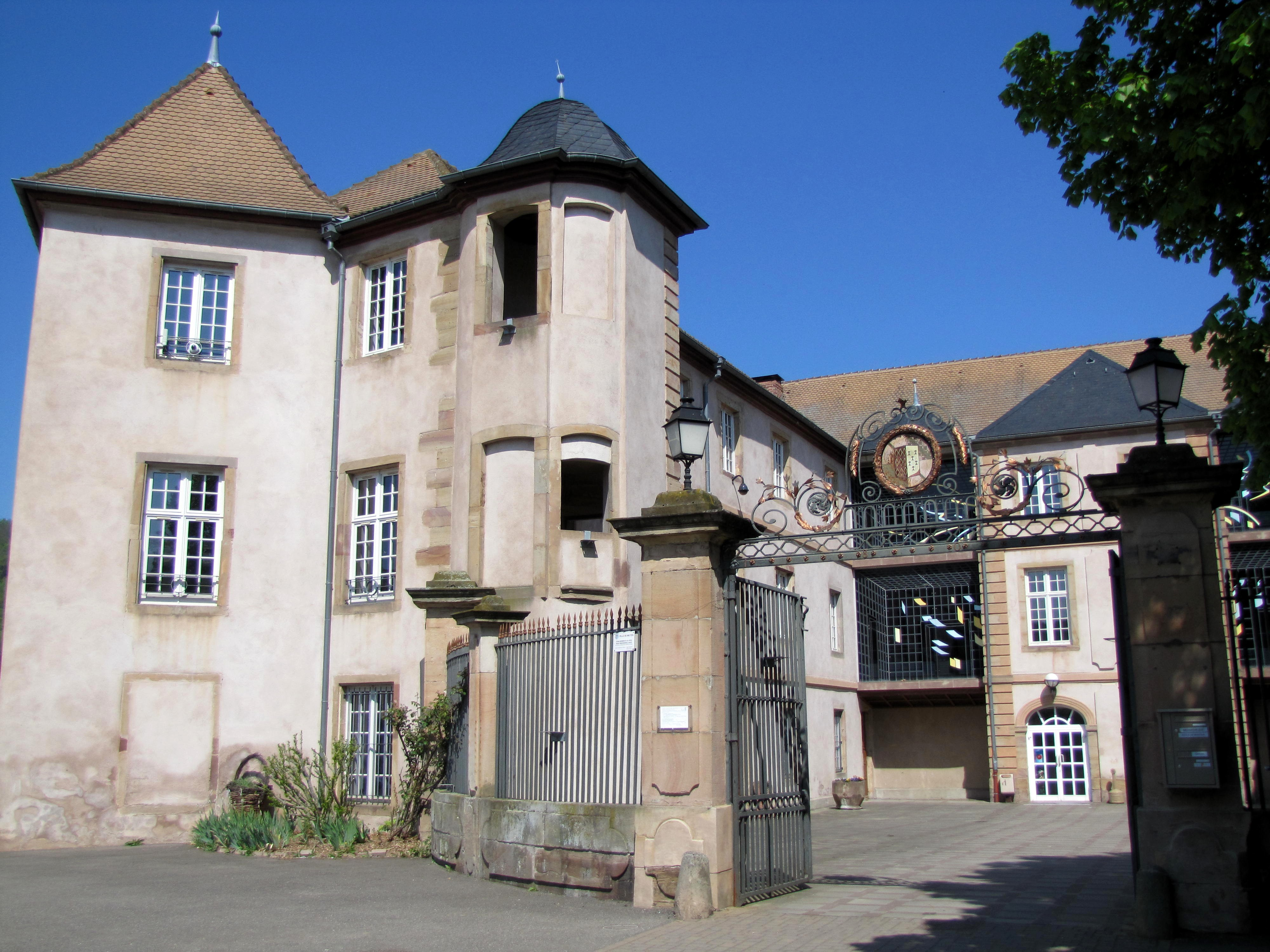
Fürstbischöfliches Schloss Mutzig

## Konkurs und Auswanderung nach Österreich und Böhmen
1783 ging Jules Hercule Mériadec de Rohan, prince de Guéméné in Konkurs, ein Skandal, der 1785 noch von der Verwicklung seines Bruders, des Kardinals Louis René Édouard de Rohan, in die Halsbandaffäre übertroffen wurde. Die Familie des Bankrotteurs emigrierte nach Österreich, wo sie bald eingebürgert wurde. 1816 wurde seinem Enkel Charles Alain de Rohan vom Wiener Kongress aufgrund der Verwandtschaft mit der Familie La Tour d’Auvergne der alte Titel eines Duc de Bouillon zugesprochen. 1820 kaufte Charles Alain de Rohan u. a. die böhmischen Herrschaften Sychrov, Svijany, Český Dub und Turnov, von denen u. a. der Rohanstein auf dem Jeschken bei Liberec zeugt. Am 1. Jänner 1834 erwarb er von Ignaz Falge jun. die Herrschaft Lomnice und das Gut Čistá.
Beim Aussterben der Linie 1846 erbte der jüngere Zweig der Rohan-Guéméné, die Fürsten von Rochefort, die Titel eines Fürsten Rohan, Prince de Guéméné, Duc de Montbazon und Duc de Bouillon etc. sowie die böhmischen Güter, die sie 1945 im Zuge der Beneš-Dekrete jedoch wieder verloren.

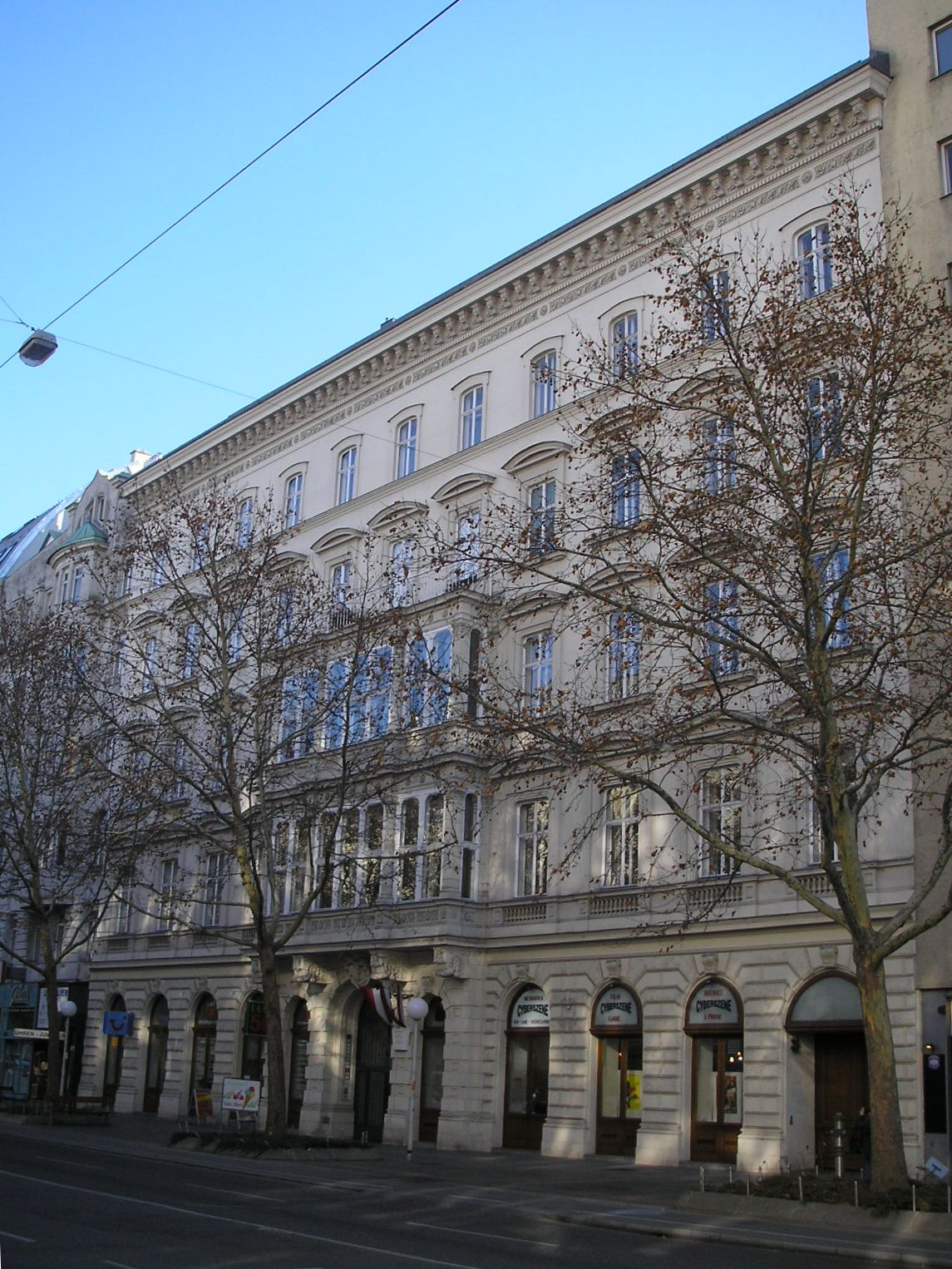
Palais Rohan (Wien)
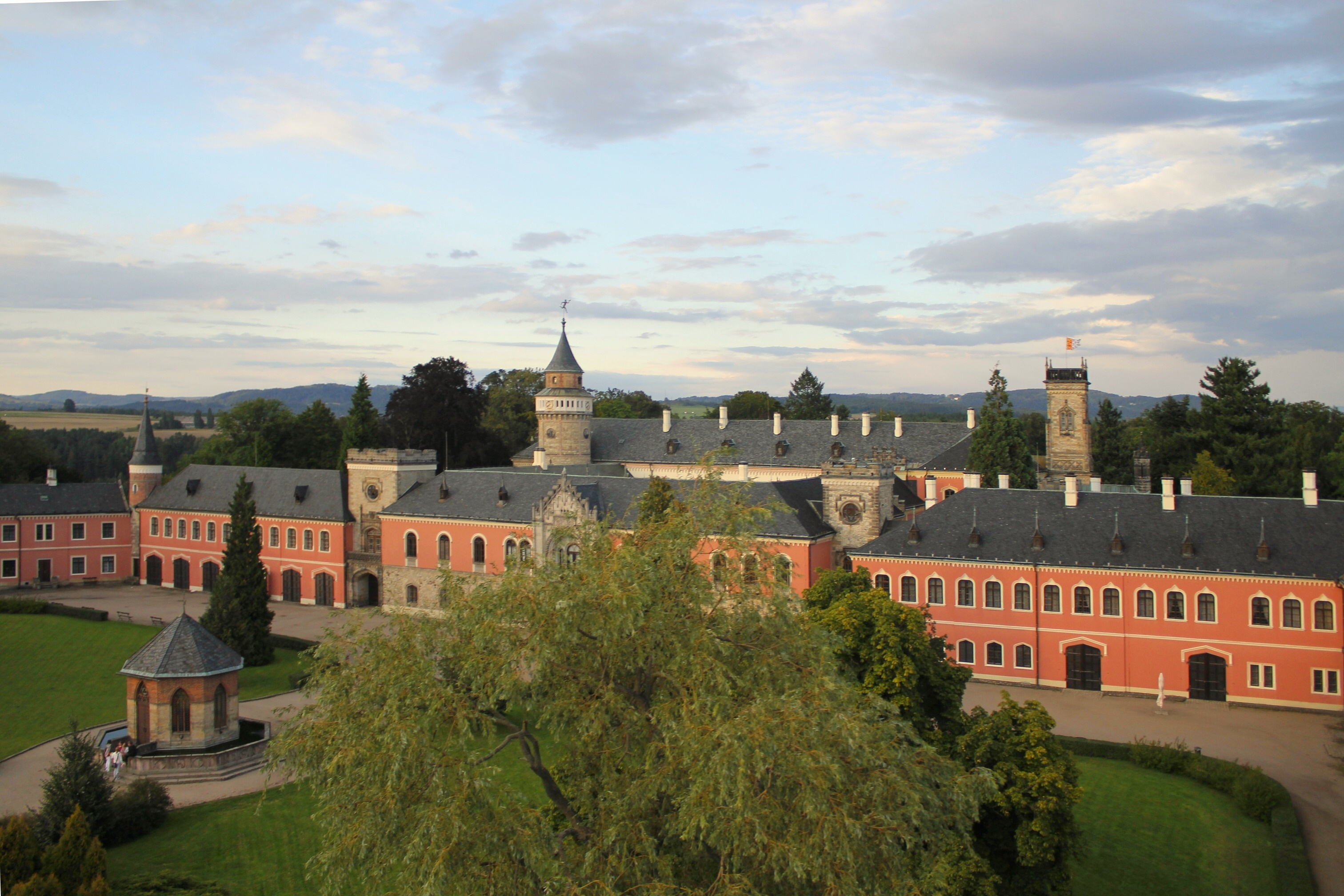
Schloss Sychrov
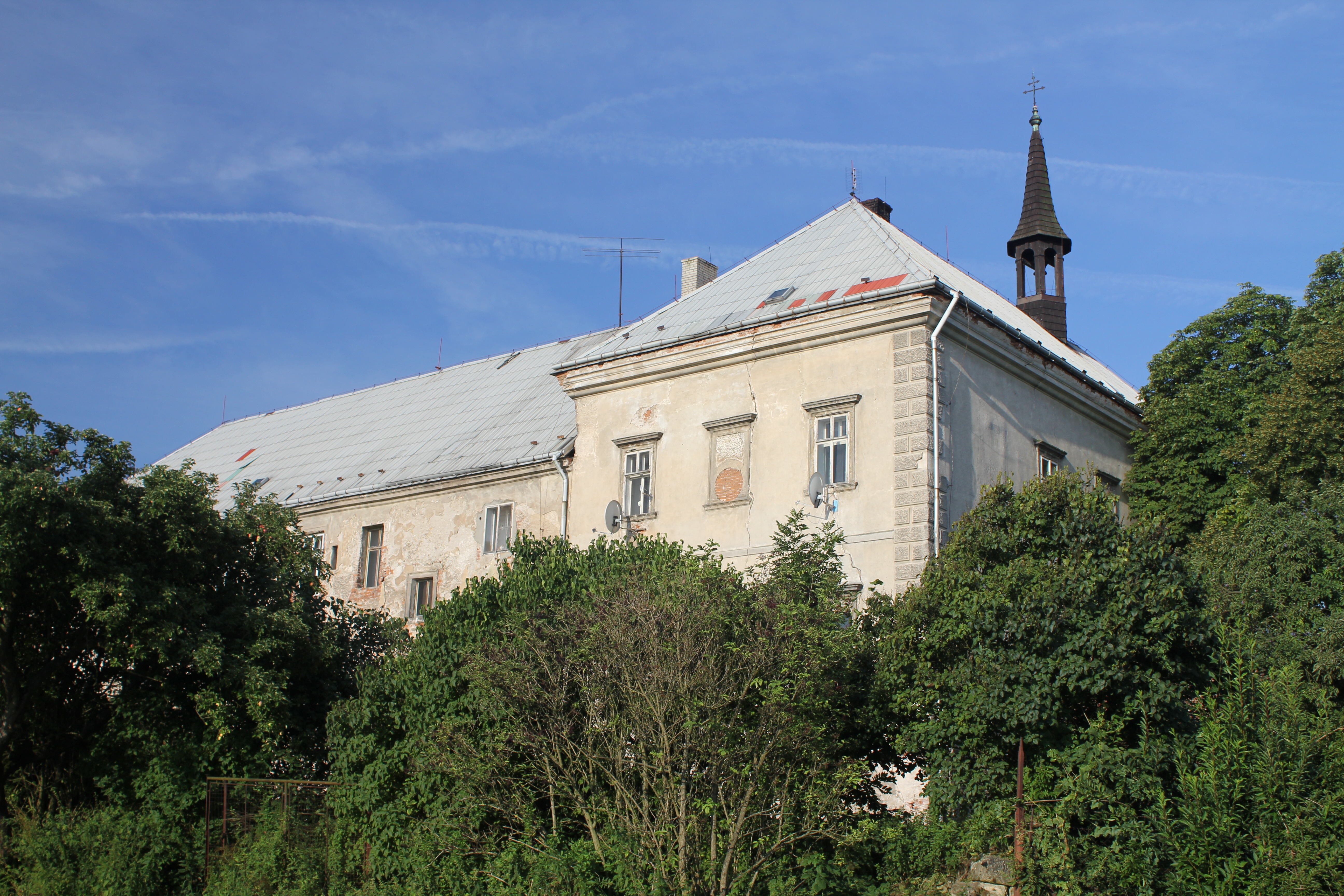
Schloss Svijany
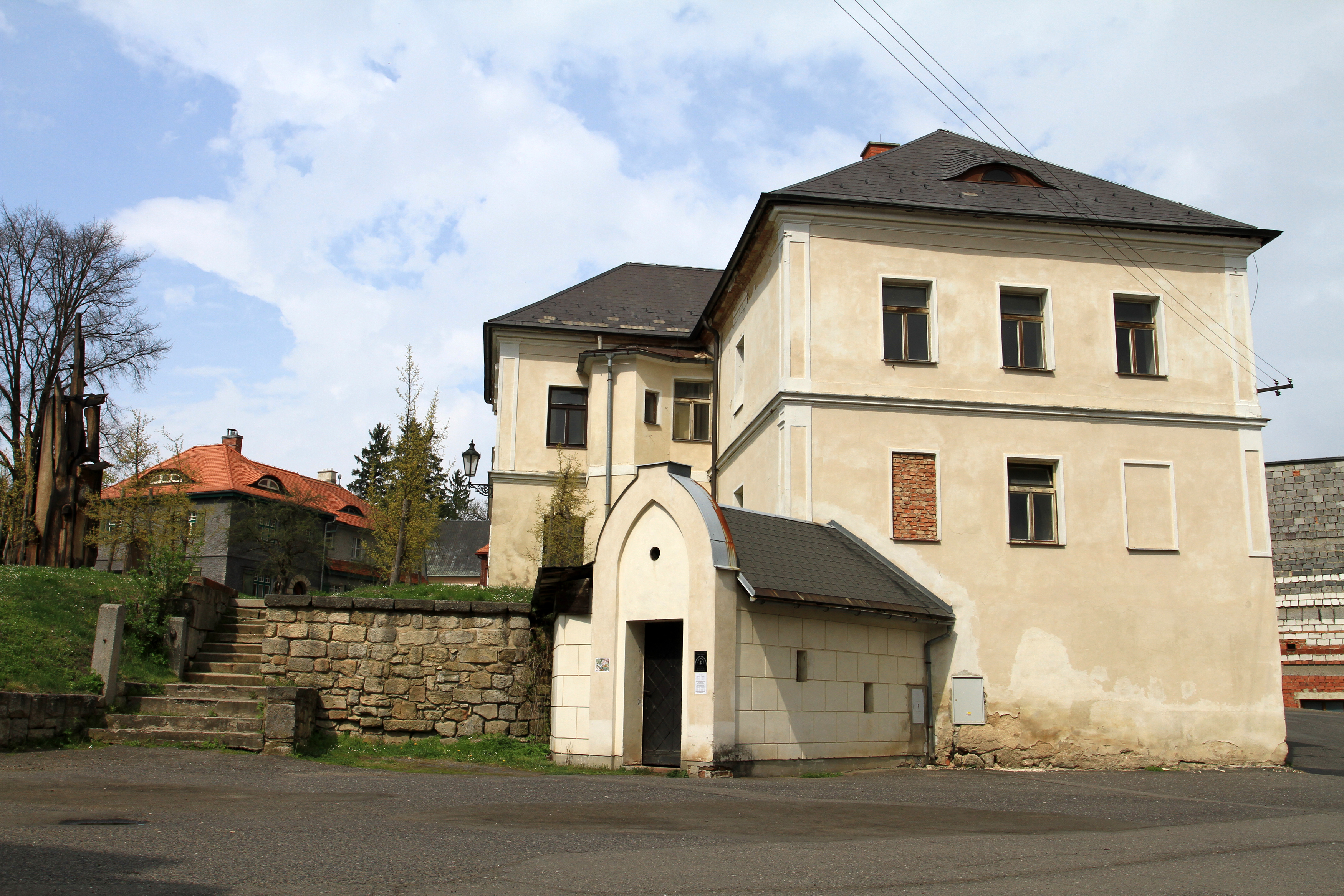
Schloss Český Dub
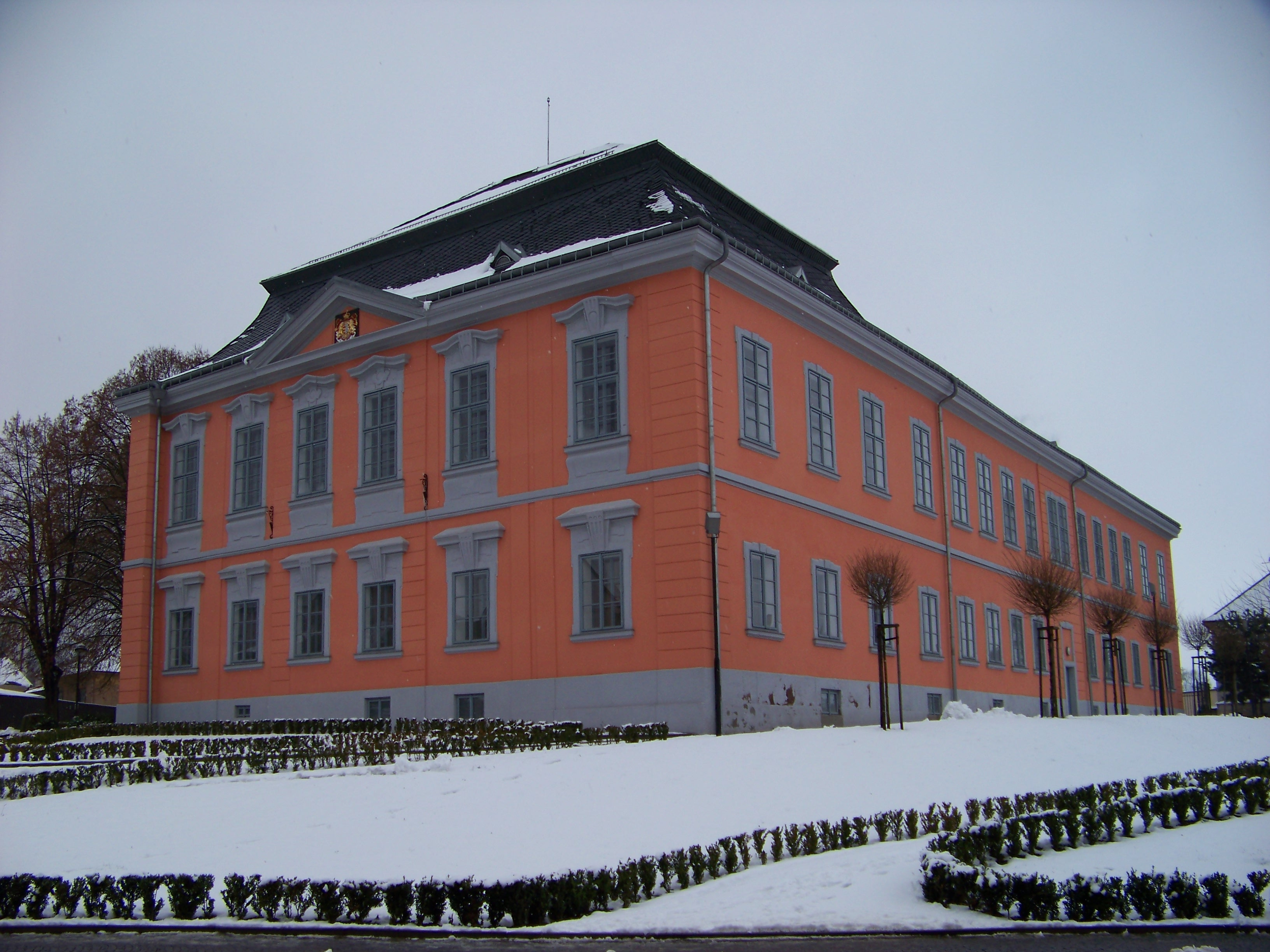
Schloss Lomnice

## Rohan-Gué de l’Isle und Rohan-Poulduc
Der Zweig Rohan-Gué de l’Isle entstand um 1270 mit einem jüngeren Sohn von Alain VI. de Rohan und ist nach Saint-Étienne-du-Gué-de-l’Isle benannt. Er erlosch 1554. Von ihm spaltete sich der wenig bekannte Zweig Rohan-Poulduc (oder Rohan-Poldu) ab, der nach Pouldu bei Pontivy benannt ist, das heute zu Saint-Jean-Brévelay gehört. Der bekannteste Angehörige dieser Familie ist Emmanuel de Rohan-Polduc, Großmeister des Malteserordens von 1775 bis 1797. Er erlosch im Jahr 1800.